# .bf
.bf is het achtervoegsel van domeinnamen in Burkina Faso.
.bf-domeinnamen worden uitgegeven door ONATEL, dat verantwoordelijk is voor het topleveldomein 'bf'.
Volgens de FAQ van ONATEL moeten aanvragen voor .bf-domeinen per mail naar de registrator worden verstuurd.
Het versturen van mail vanaf .bf-domeinen kan volgens de FAQ van ONATEL alleen via de SMTP-servers van ONATEL.